# سوق السلاح (فلم)
سوق السلاح هو فيلم مصري عرض عام 1960، بطولة فريد شوقي وهدى سلطان ومحمود المليجي، ومن إخراج كمال عطية.

## قصة الفيلم
تقرر بهية الانتقام بعد وفاة شقيقها على يد عصابة مخدرات، فتستغل حب سيد، أحد أعضاء العصابة لتحقيق انتقامها ولكن رئيس العصابة شكورة يقف لهما بالمرصاد

## طاقم التمثيل
- فريد شوقي: (سيد)
- هدى سلطان: (بهية)
- محمود المليجي: (المعلم شكورة)
- زكي إبراهيم: (مساعد شكورة)
- حسن يوسف: (صلاح)
- سعيد خليل: (المعلم مدبولي)
- محمد رضا: (المعلم حسونة)
- عبد السلام محمد: (هيما)
- حسين إسماعيل: (من رجال شكورة)
- محمد صبيح: (تاجر مخدرات)
- زينات علوي: (الراقصة)
- مطاوع عويس: (من أهل سوق السلاح)
- بليغ حبشي: (من رجال شكورة)
- دنجل: (من رجال شكورة)
- علي المعاون: (من رجال شكورة)
- طوسون معتمد: (من رجال شكورة)
- عبد المنعم سعودي: (تاجر مخدرات)
- عباس رحمي: (تاجر مخدرات)
- أنور مدكور: (تاجر مخدرات)
- عبد الحميد بدوي: (عسكري الدورية)

## فريق العمل
- إخراج: كمال عطية
- قصة: جليل البنداري
- سيناريو وحوار: جليل البنداري، عبد الحي أديب، بهجت قمر
- مدير التصوير: مصطفى حسن
- مونتاج: حسين عفيفي
- إنتاج: أفلام النجم الفضي (محمود المليجي)
- توزيع: عبد الرحيم يزدي
- تأليف الأغاني: كمال عطية
- ألحان الأغاني: محمد الموجي، محمد فوزي